# Соколов, Борис Васильевич
Борис Васильевич Соколов (14 августа 1945, Мытищи, СССР) — советский футболист, защитник.

## Карьера
Воспитанник ДЮСШ «Спартак» Москва. За карьеру выступал в командах «Спартак», «Звезда» Серпухов, «Шинник» Ярославль, «Звезда» Рязань и «Спартак» Рязань.
За «Спартак» Москва провёл один матч 30 сентября 1964 года, в гостевой игре чемпионата СССР с ЦСКА, матч завершился победой армейцев 2:0.